# August Weckbecker

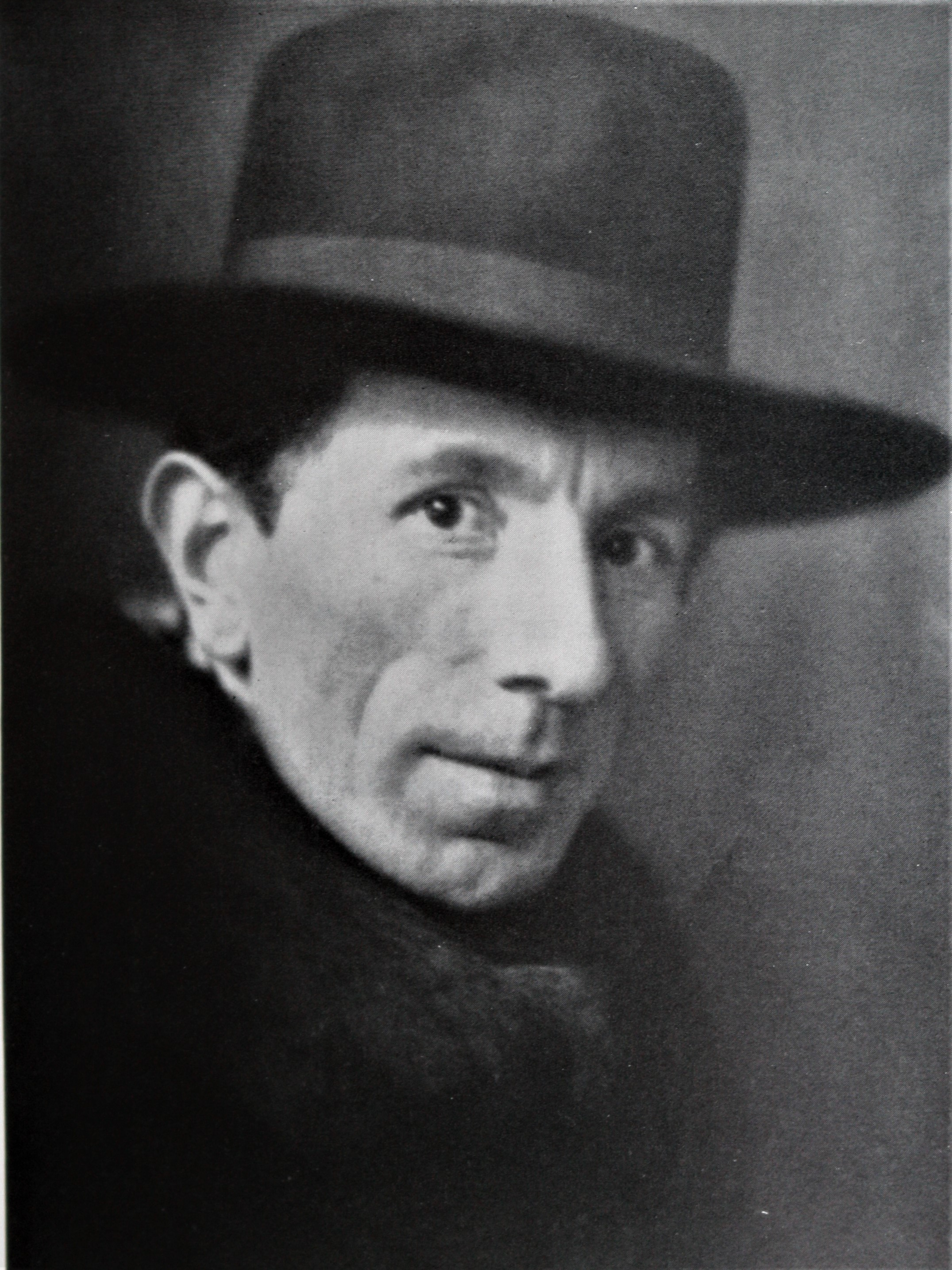
Professor August Weckbecker (* 1888; † 1939)

August Weckbecker (* 28. Mai 1888 in Münstermaifeld; † 13. September 1939 in München) war ein deutscher Bildhauer, Maler, Glasmaler und Professor.

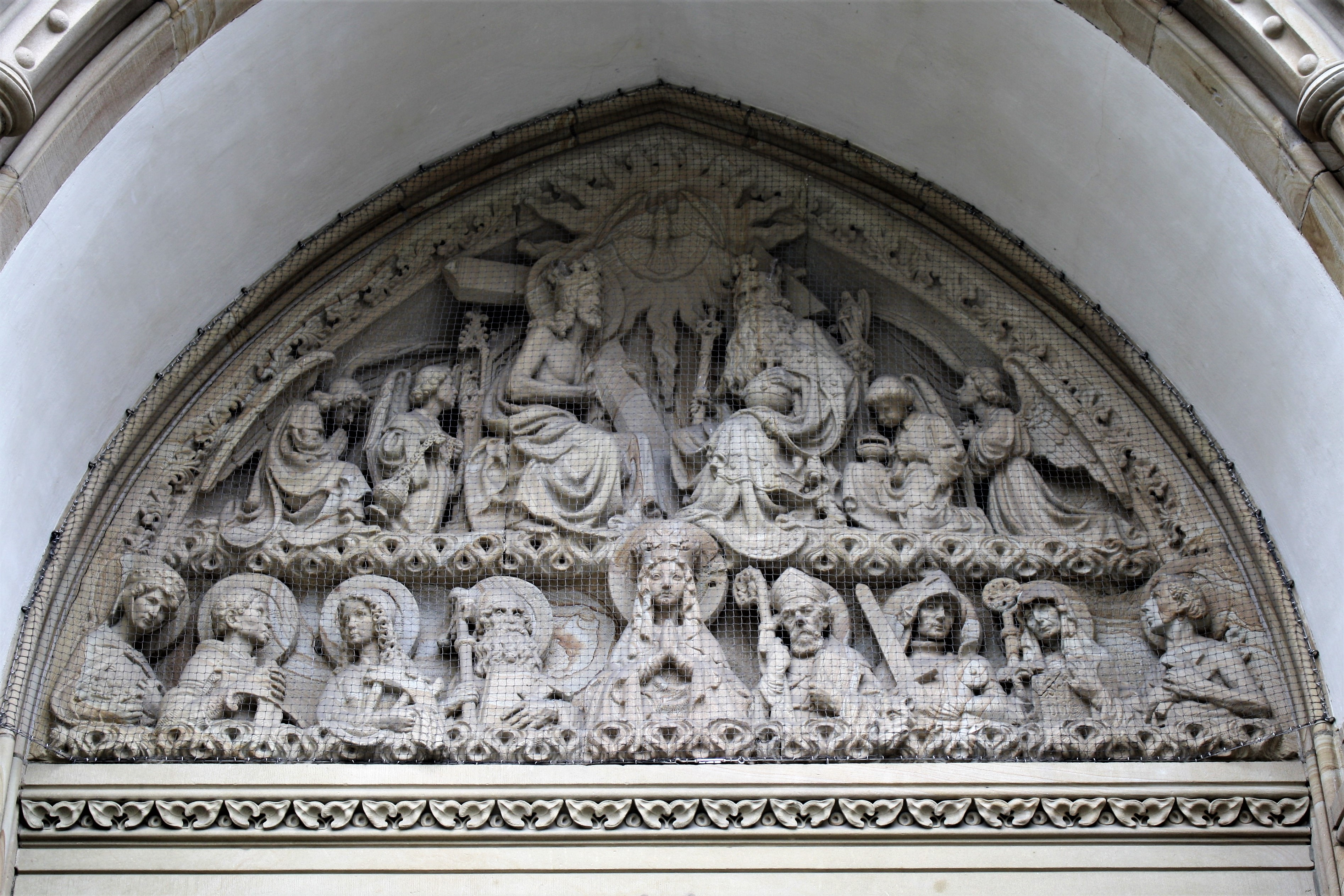
Hauptportaltympanon der Dreifaltigkeitskirche (Wiesbaden), schon nach dem ersten Akademiejahr 1912, von August Weckbecker geschaffen. Die linke und rechte Eckfigur (Hl. Elisabeth und Hl. Ferrutius) tragen die Gesichtszüge von ihm und von seiner späteren Frau Ottilie Schönenberger

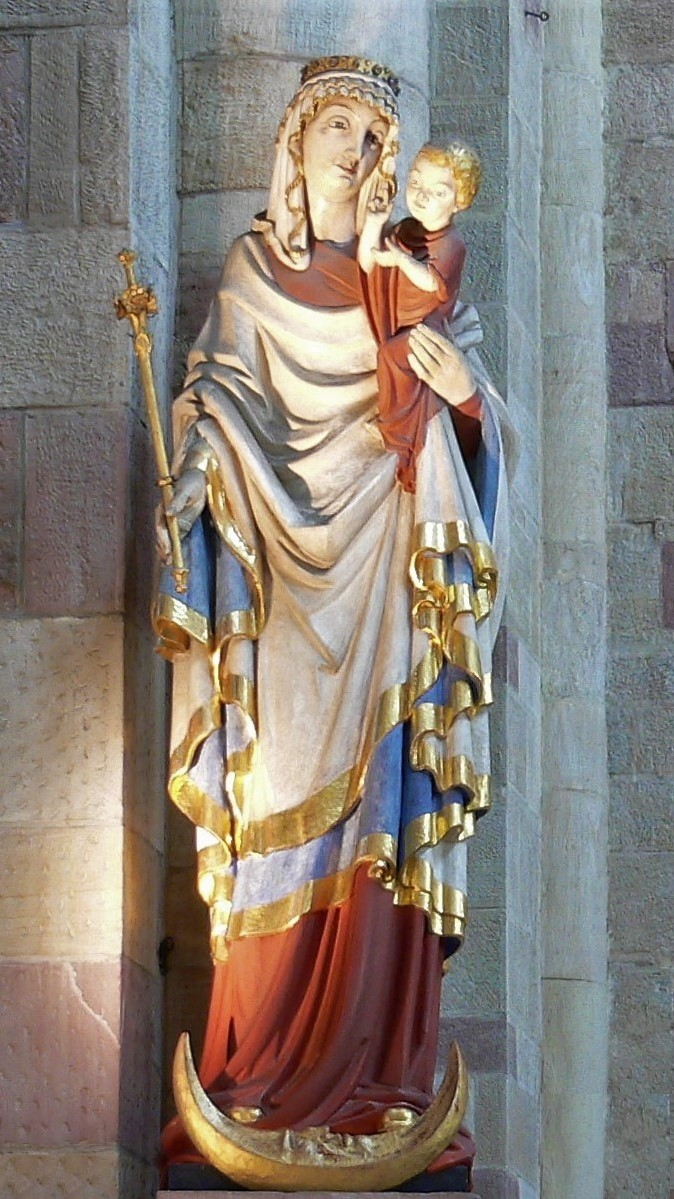
Die Speyerer Madonna „Patrona Spirensis“ – Auftraggeber war Papst Pius XI. – 1930 zur 900-Jahr-Feier des Speyerer Domes, anstelle des 1792 zerstörten Gnadenbildes, feierlich dort aufgestellt.

## Leben
August Weckbecker war ein Sohn des Kaufmanns Johann Peter Weckbecker und dessen Ehefrau Helena geborene Alt. Geboren wurde er, wie sein etwas jüngerer Bruder Karl, in Münstermaifeld, doch schon bald zog die Familie nach Lorch am Rhein. Hier kamen sein Bruder Johannes (* 4. Juli 1892) (dieser wurde später Regierungsdirektor) und seine Schwester Anna Maria (* 1. Dezember 1893) zur Welt. In Lorch verbrachte er die früheste Kindheit und Jugend bis ins Erwachsenenalter, hier besuchte er die Volksschule und wechselte dann zur Realschule in Geisenheim.
Schon als Kind bastelte und schnitzte er gerne. Immer wieder studierte und bewunderte er stundenlang die sakralen, plastischen Kunstwerke, besonders den Schnitzaltar, der gotischen St. Martinskirche in seiner Heimatstadt Lorch. Nach Abschluss der Schule begann er, gedrängt durch den Vater, eine Kaufmannslehre. Nur wenige Monate hielt er es aus, dann er zog heimlich nach Aulhausen zu einem Steinbildhauer. Notgedrungen akzeptierte schließlich der Vater die unbändige Begeisterung für die Kunst und beließ August in der Bildhauerlehre. Mit seinen hier erworbenen Fähigkeiten gelang ihm bereits, ein in Marmor gemeißeltes Kinderköpfchen, dass ihm durch Vorlage den „Einjährigen“ beim Militär einbrachte, den er dann später 1911/12 abdiente.
1908 zog die Familie von Lorch nach Wiesbaden. Ein Jahr später kam der 21-jährige August schließlich nach München, dort an der Kunstgewerbeschule bereitete er sich für das Studium an der Akademie der bildenden Künste vor. Er arbeitete in der „Bildhauer Naturschule“ bei Professor Balthasar Schmitt. Später besuchte er ebenfalls bei ihm die „Komponierschule für christliche Kunst (Plastik)“. Er besuchte die Vorlesungen bei Berthold Riehl und Fritz Burger über Kunstgeschichte und war eingeschriebener Gasthörer bei den überfüllten Hauptvorlesungen von Heinrich Wölfflin. Im Studienhospiz in der Königinstraße lernte er seine künftige Gattin, Ottilie Schönenberger, eine Tochter des Präfekten Johann Schönenberger (* 1849; † 1922) aus Zug in der Schweiz, die hier am Münchner Musikkonservatorium studierte, kennen. Sein Bruder Karl war 1913 in Limburg an der Lahn zum Priester geweiht worden. Karl, mit dem August zeitlebens immer innig verbunden war, traute das junge Künstlerpaar am 8. November 1915 in Zug. Wohnung nahm man in München in der Königinstraße. Wegen eines Herzleidens wurde August Weckbecker vom Kriegsdienst verschont, es hinderte ihn aber nicht, sich als Künstler weiterzuentwickeln. Er wollte als universaler Künstler auf allen Gebieten der bildenden Kunst tätig sein, nicht nur als Bildhauer und Schnitzer auch als Architekt, Graphiker und Maler. Als begnadeter Autodidakt brachte er sich die entsprechenden Fertigkeiten selbst bei. Zahlreiche seiner hervorragenden Gemälde beweisen seine große Malkunst.
Als frommer Christ ließ sich August Weckbecker 1915/16 in St. Ottilien als Oblate des Hl. Benedikt aufnehmen, er redete aber nie darüber. Von 1915 bis November 1918 hatte er das Meisterschüleratelier an der Akademie inne, mietete aber bereits im Frühjahr 1916 im Atelierhaus Köcket ein eigenes Atelier. Hier sammelten sich schon bald einige bedeutende Frühwerke. Viele prominente Gäste interessierten sich für seine Arbeiten und besuchten Weckbecker in seinem Atelier, so auch König Ludwig III., der ihm bei dieser Gelegenheit den Professorentitel verlieh, oder Eugenio Pacelli, der spätere Papst Pius XII. Hochgestellte Persönlichkeiten gehörten fortan zu seinen Kunden und Gönnern. 1920 saß ihm sogar Papst Benedikt XV. in Rom geduldig Modell für eine Bronzebüste. 1922 konnte Weckbecker in München ein großes Wohnhaus in der Nähe des Siegestores in der Kaulbachstraße 63 a erwerben. Daran wurde bald ein Atelier angebaut.
Studien- und Auftragsreisen führten ihn 1924/25 nach Spanien, Paris, London, Irland und mehrmals nach Italien. 1925 bekam er von König Alfons XIII.  persönlich einen hohen spanischen Orden am Halsband verliehen. Distanz hielt Weckbecker zu den neuen Machthabern des III. Reiches. 1937 musste August Weckbecker wegen seiner Herzschwäche fünf Wochen lang fest liegen. 1938 nahm er demonstrativ an der großen Münchner Fronleichnamsprozession teil. Er gehört zu den fotografierten und päpstlich ausgezeichneten, prominenten, bekenntnismutigen Teilnehmern. Am 25. August 1938 starb plötzlich sein geliebter Bruder Karl durch einen Unfall in Hattenheim, wo er seit 1927 als Pfarrer tätig war und bis heute wegen seiner großen Mildtätigkeit unvergessen ist. Der plötzliche Tod des Bruders und der Ausbruch des II. Weltkrieges ein Jahr später haben sein Herz scheinbar so weit geschwächt, dass August Weckbecker am 13. September 1939, erst 51-jährig, an einem Herzinfarkt starb.
Beerdigt wurde er zunächst auf dem Waldfriedhof (München). Durch Vermittlung seiner Frau wurde er schon bald (30. November 1939) in die Gruft der Grafen von Montgelas, in die Hl Kreuzkapelle bei Schloss Egglkofen überführt. 1916/17 war diese Kapelle nach Weckbeckers Plänen errichtet und die gesamte Ausstattung von ihm gestaltet worden. Wie angesehen der Künstler in seiner Zeit war, lässt sich daran ermessen, dass auch hochgestellte Würdenträger wie z. B. Kardinal Michael von Faulhaber  oder Papst Pius XII bei seinem plötzlichen, frühen Ableben betroffen kondolierten.

## Ehrungen
- Ernennung zum Ritter des Ordens des Hl. Gregor, 1934
- Kgl. Span. Akademie für Kunst und Wissenschaft: Ernennung zum korrespondierenden Mitglied, 1925

## Mitgliedschaften
- Akademie der Bildenden Künste München
- Real Academia Hispano Americana
- Münchner Künstlergenossenschaft
- Verein für christliche Kunst in München e. V.
- Görres-Gesellschaft
- Gesellschaft von Freunden und Förderern der Universität München
- Kunstverein München e. V.
- Kunstwissenschaftliche Gesellschaft e. V.
- Reichsverband bildender Künstler Deutschlands
- Deutsche Gesellschaft für christliche Kunst München
- Katholische deutsche Studentenverbindungen Langobardia München und Trifels München
- Diverse katholische Vereinigungen (u. a. Schweizer Messbund, Katholisches Kasino, Katholischer Akademikerverein München e. V., Katholischer Preßverein für Bayern e. V., Verein Akademisch Gebildeter Katholiken Münchens)

## Beispiele seiner Kunst

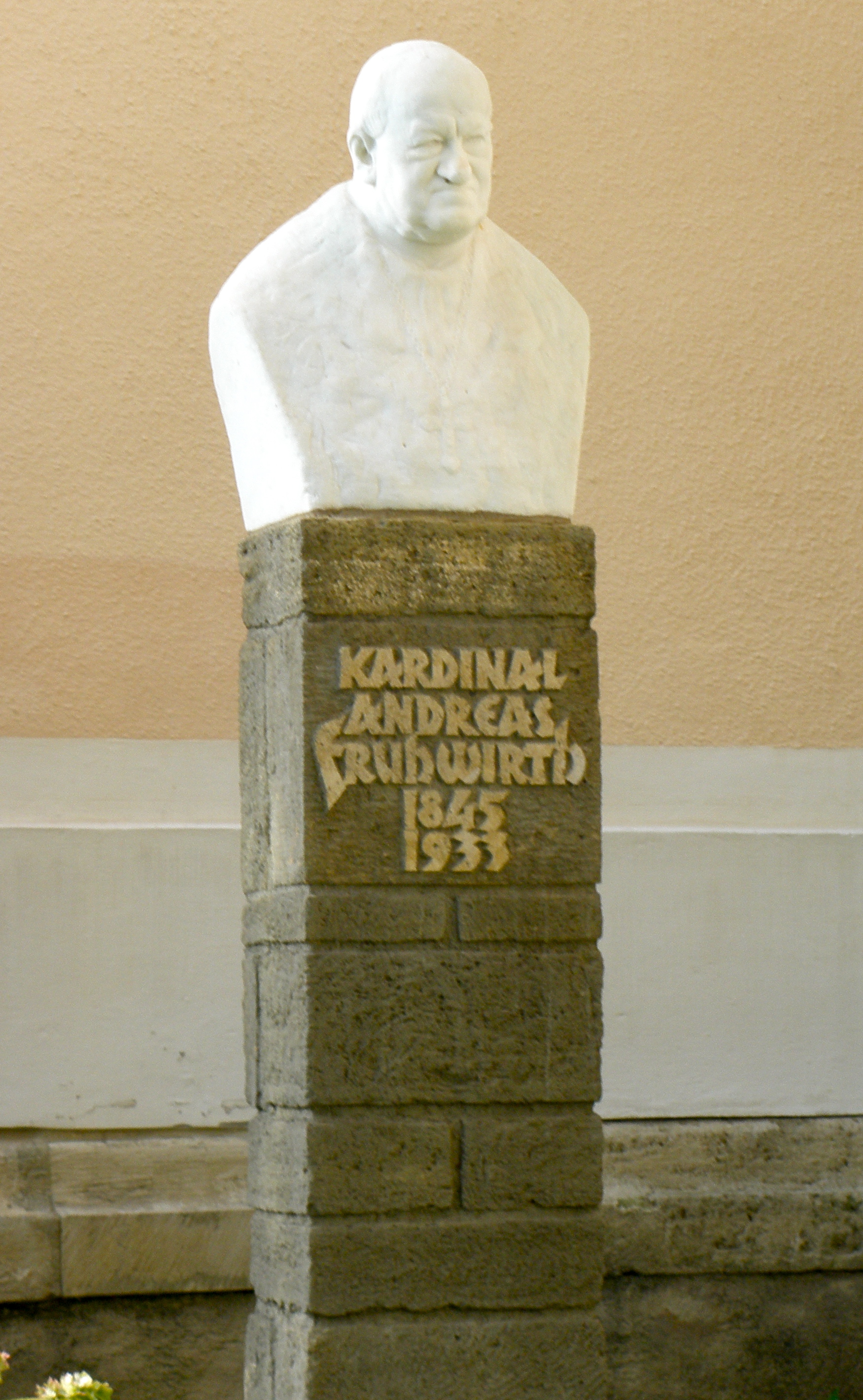
Büste Franz Andreas Kardinal Frühwirth (1845–1933) aus Carrara-Marmor 1916 entstanden.
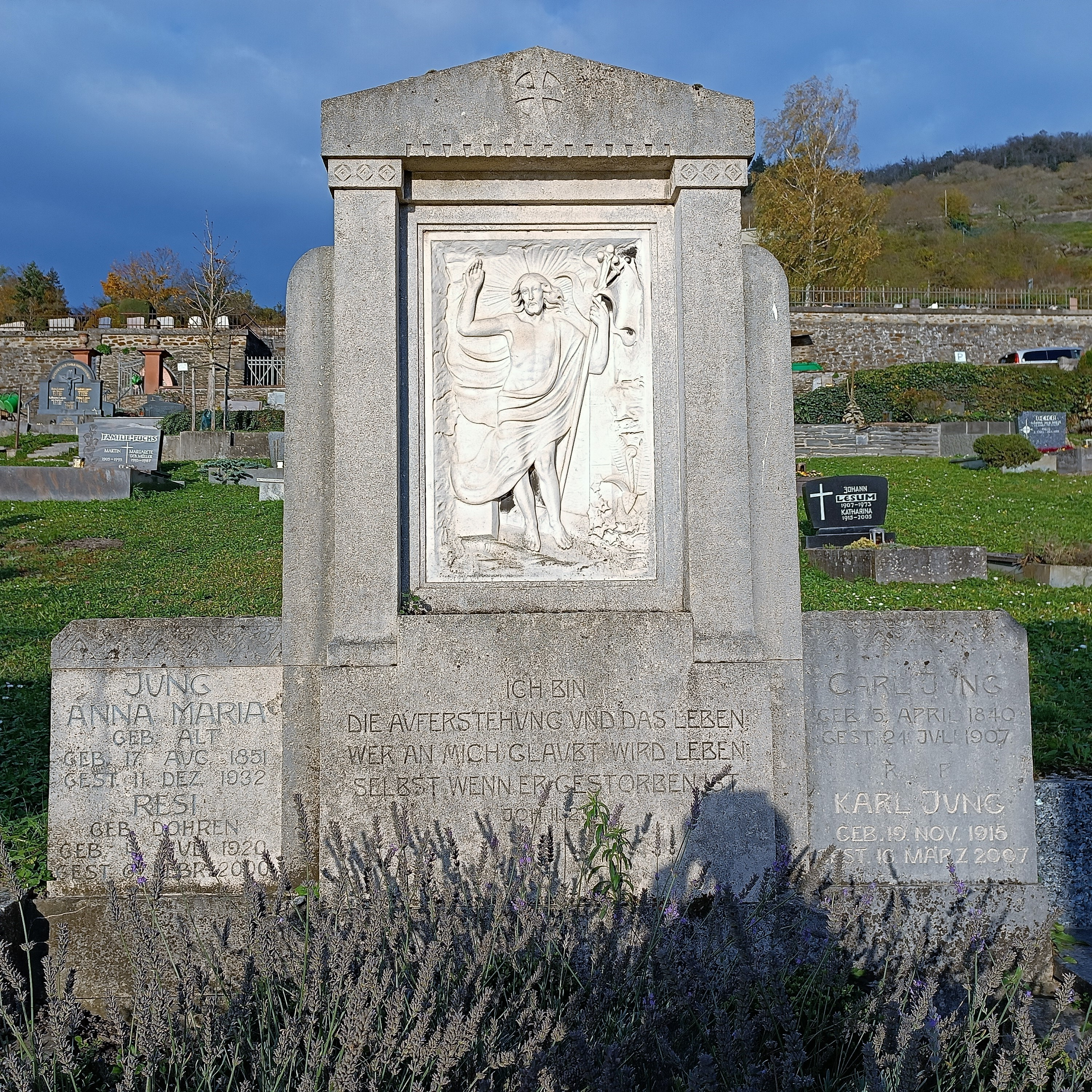
Familiengrabmal mit Christus Refief, geschaffen für die Familie seines Onkels Carl Jung in Lorch, dessen Ehefrau war die Schwester von Weckbeckers Mutter.
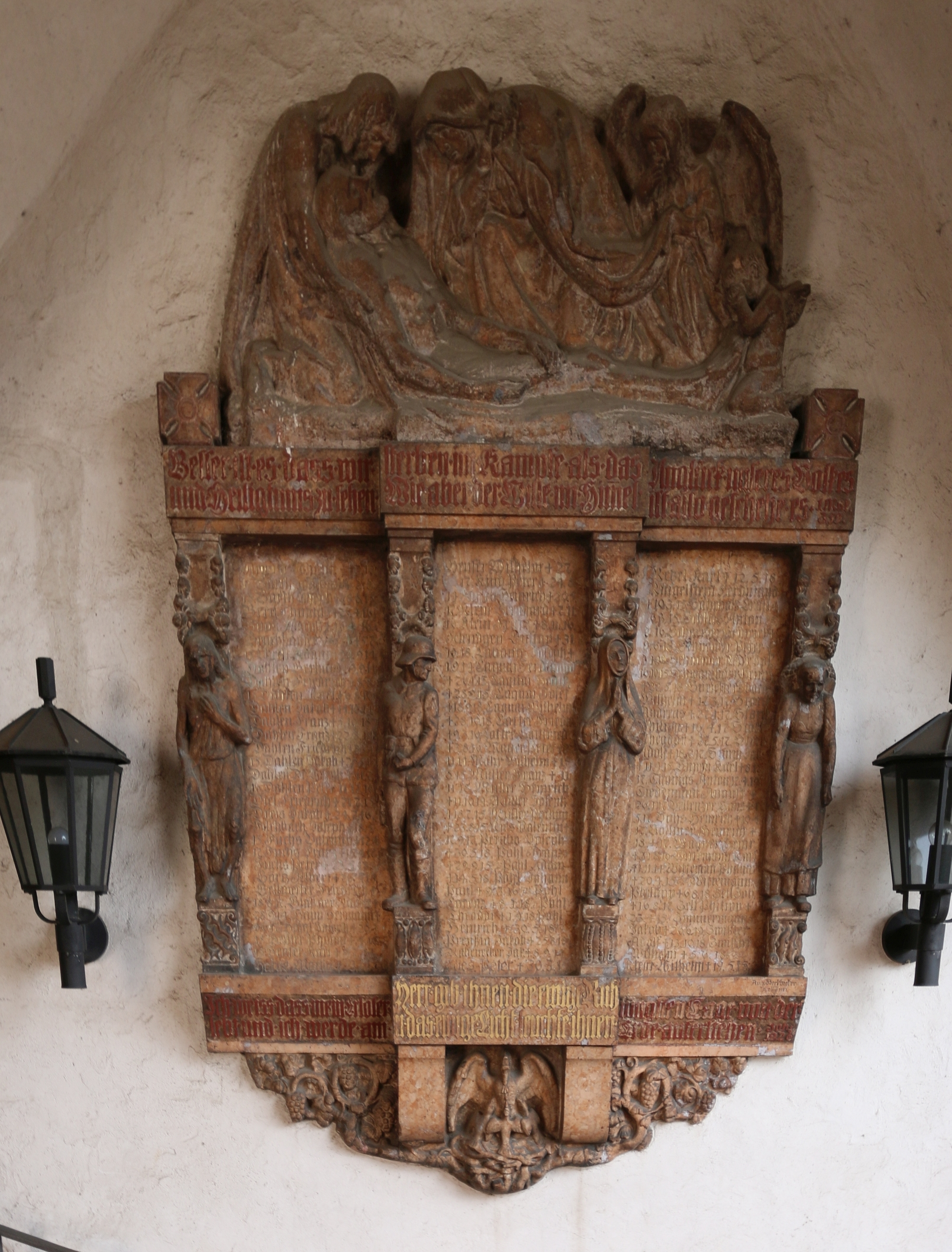
Gefallenehrenmal an der St. Martinskirche in Lorch / Rh, der Heimatstadt seiner Kindheit und Jugend. Buntmarmor 1920.
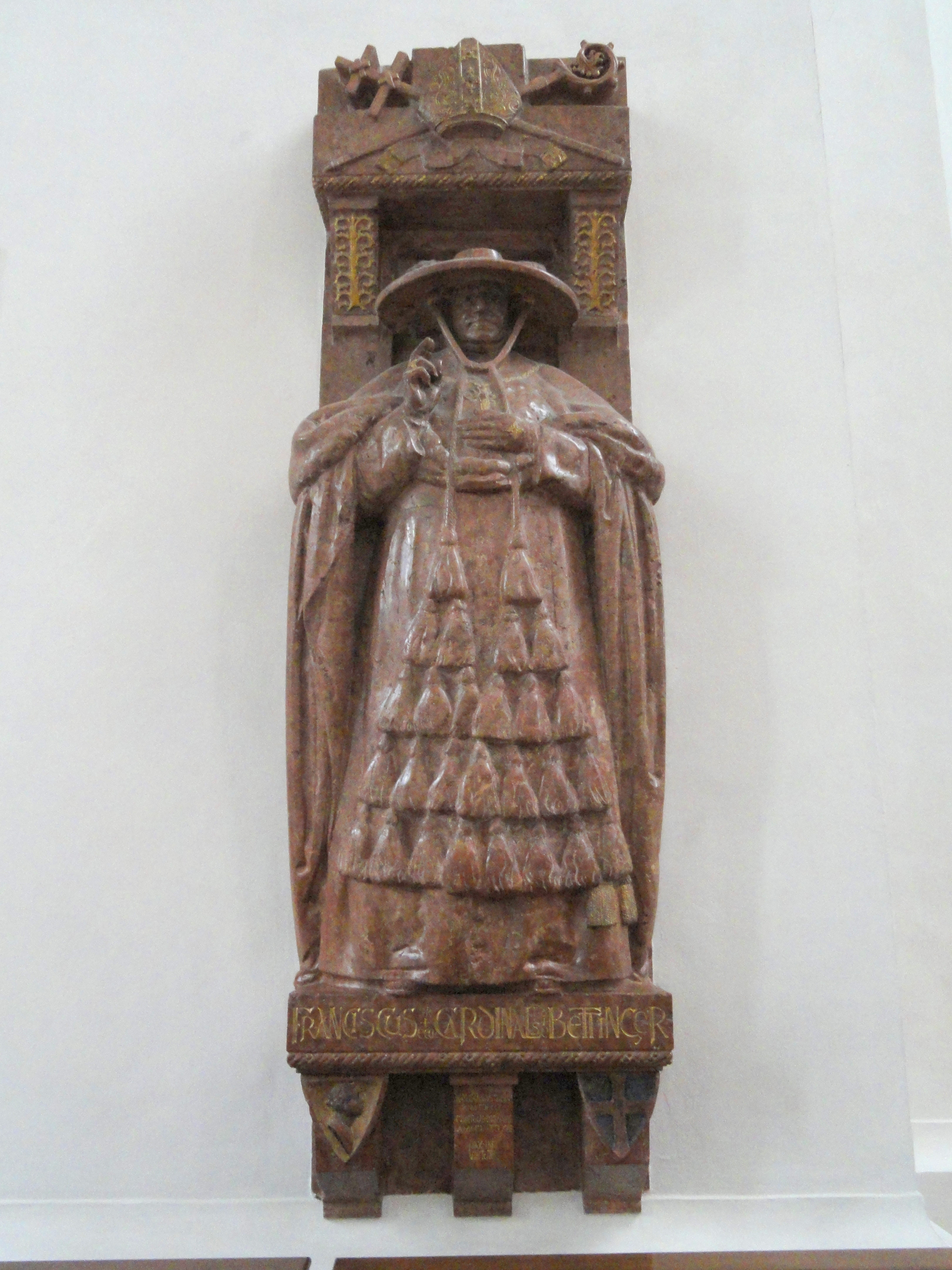
Grabdenkmal von Franz Kardinal v. Bettinger (1850–1917) im Münchner Liebfrauendom aus tiefrotem Wimberger Marmor 1920 fertiggestellt.
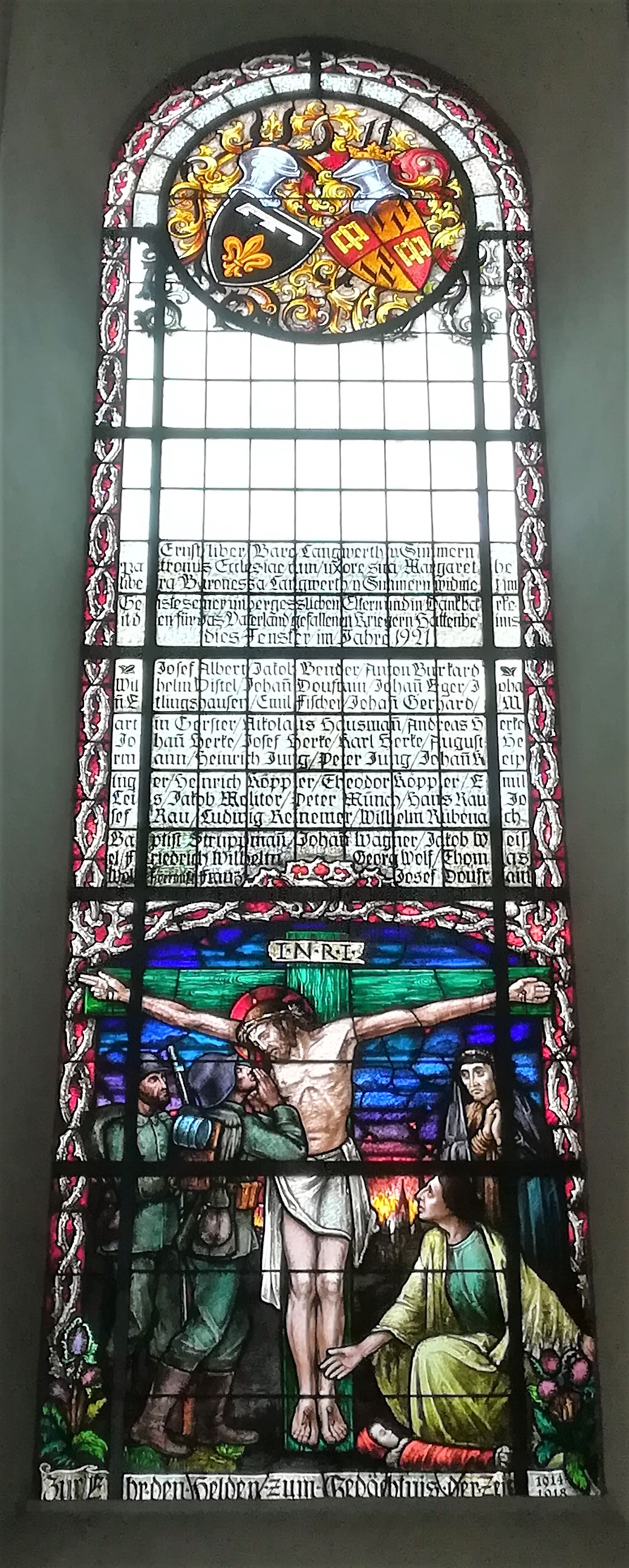
Kirchenfenster in St. Vincentius (Hattenheim), entstanden 1921, zum Gedächtnis an die Gefallenen des I. WK. Gestiftet von Ernst Langwerth von Simmern
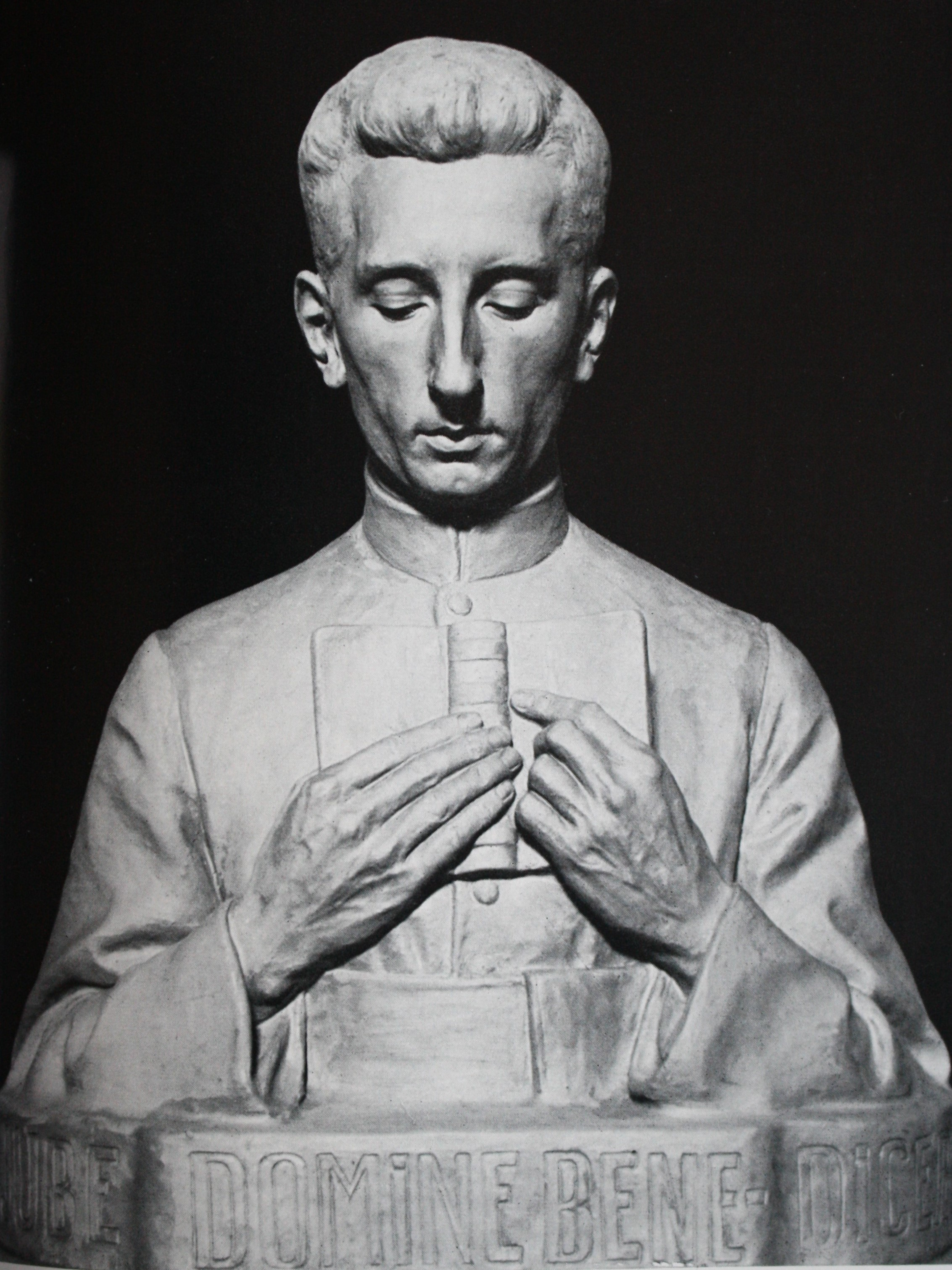
Büste seines Bruders, Pfarrer Karl Weckbecker, entstanden 1920/21.
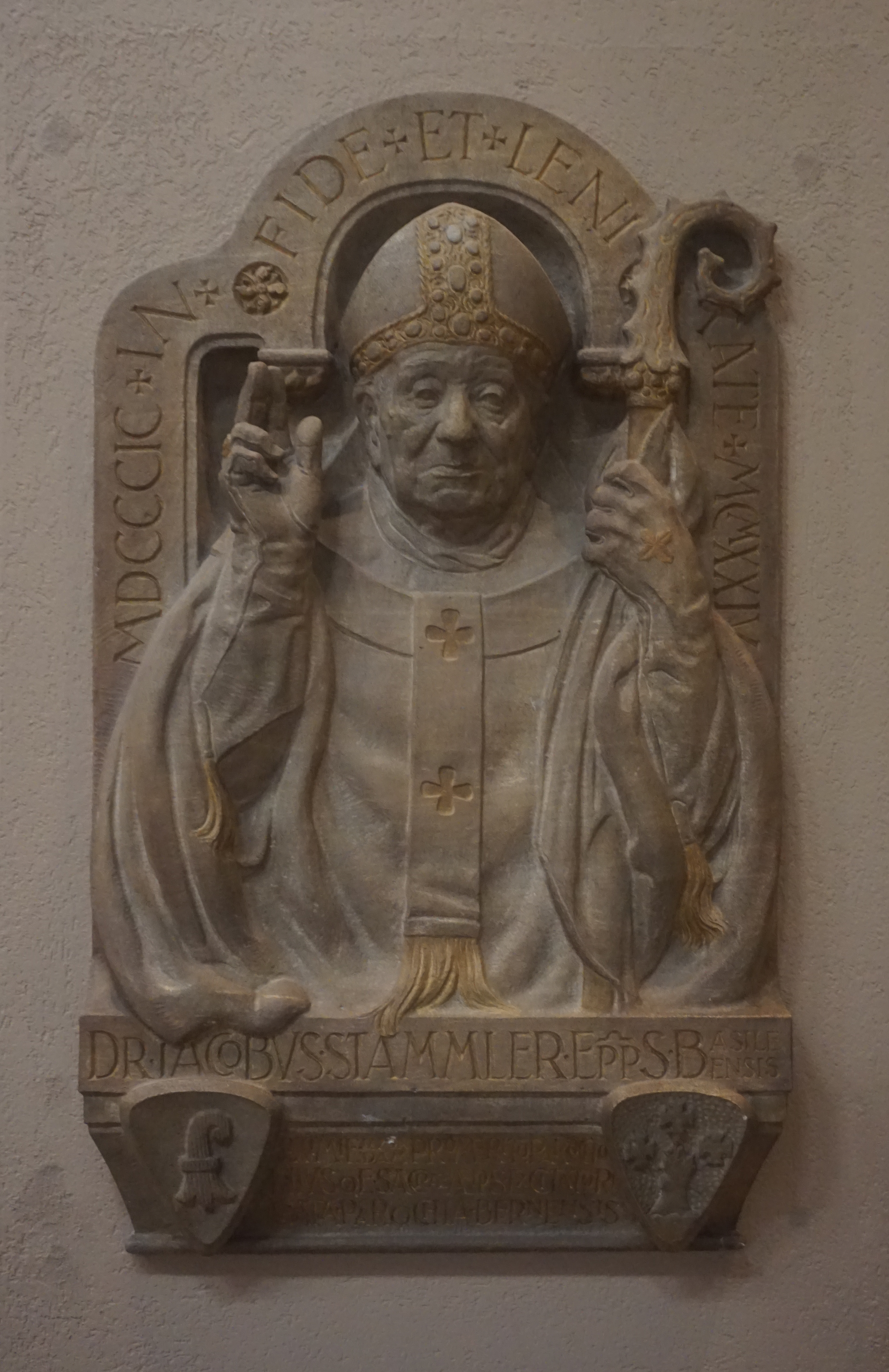
Epitaph für Bischof Dr. Jakob Stammler in der Dreifaltigkeitskirche zu Bern, aus Kalkstein von 1925.
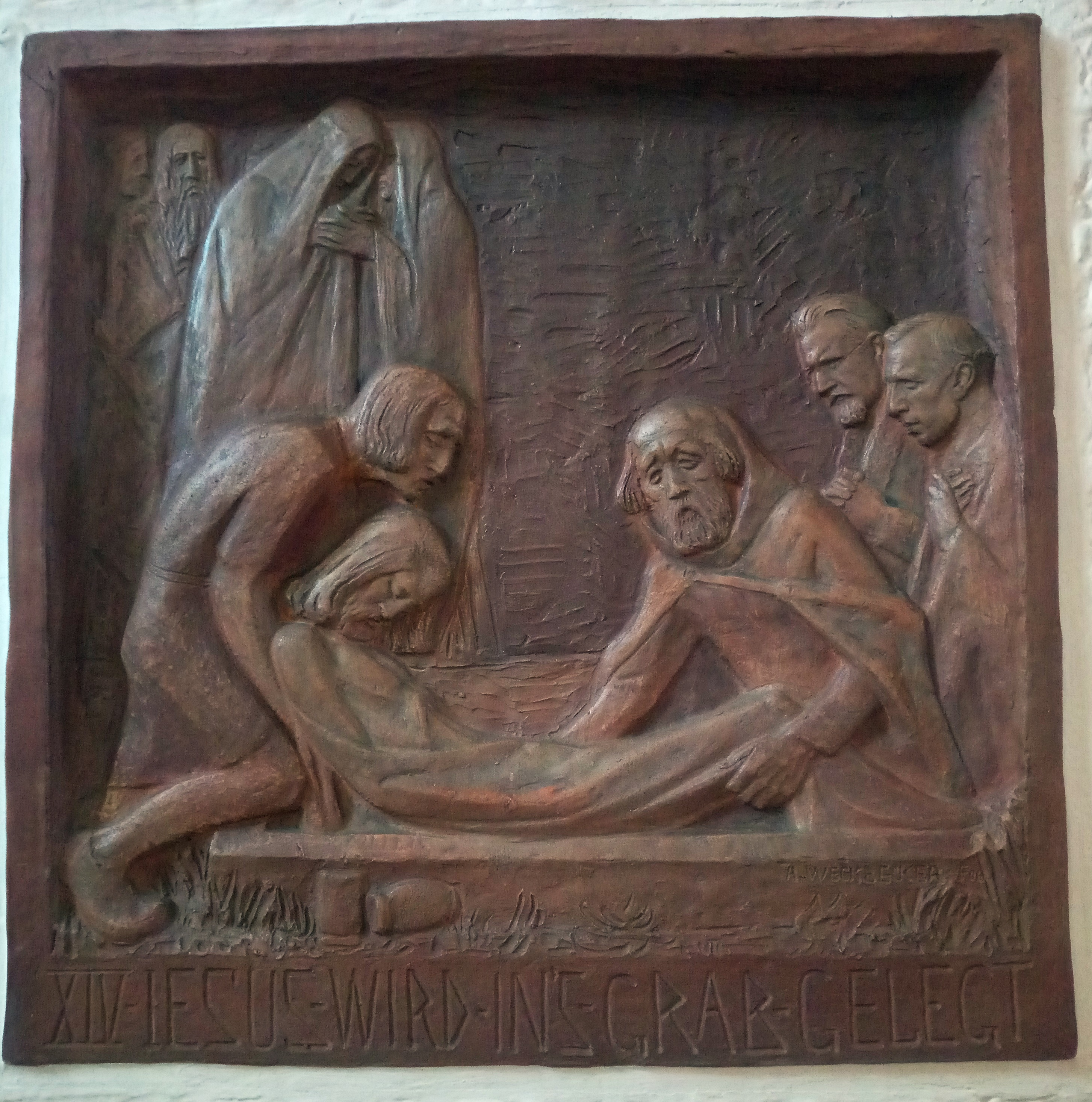
Kreuzwegstationen in St. Laurentius (Schifferstadt)  XIV. Station: Ganz rechts, August Weckbecker, links daneben, der Kirchenarchitekt Albert Boßlet, dargestellt als „Zeugen“ der Grablegung Christi (1928).
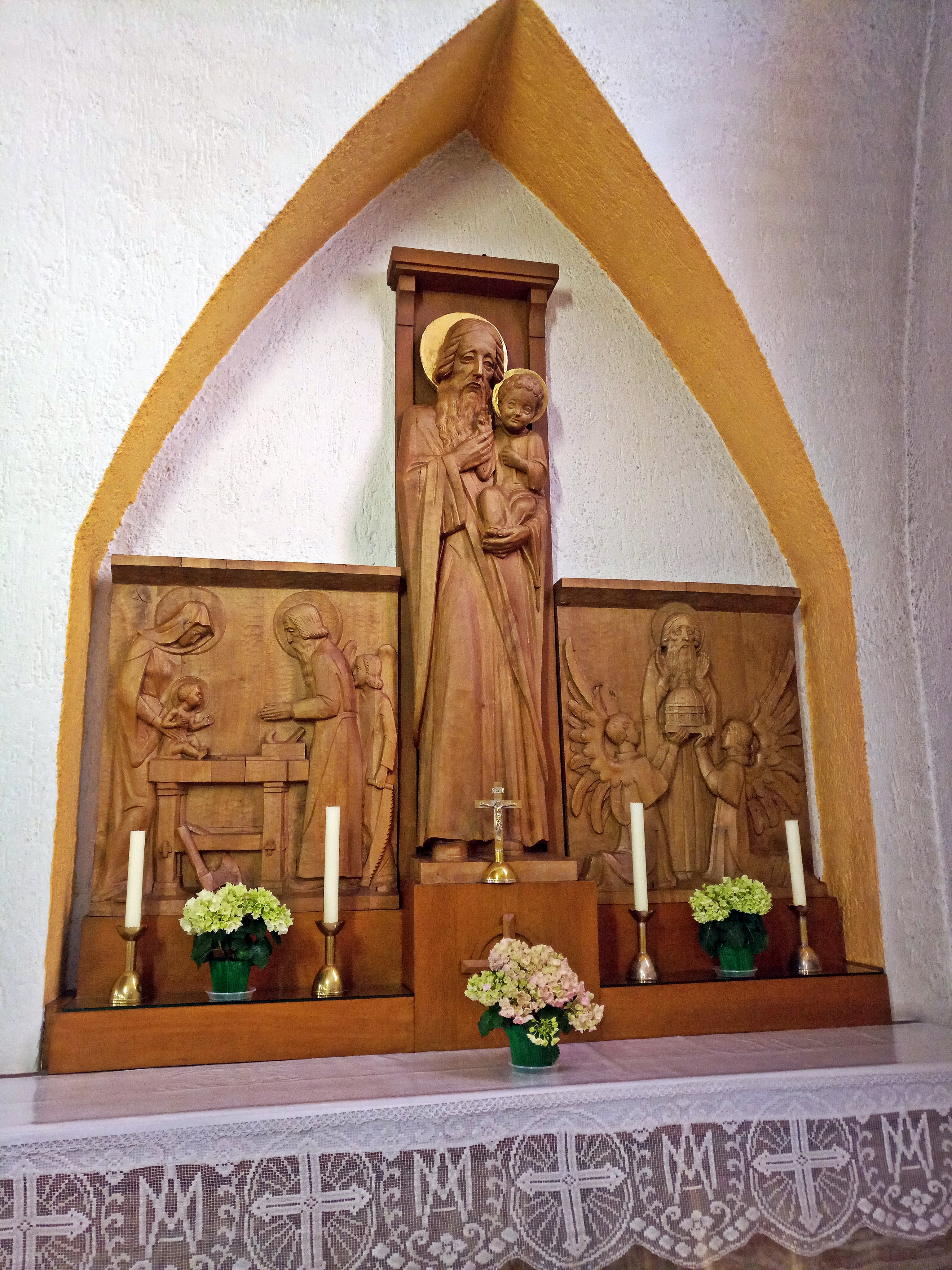
Der Josefsaltar in St. Laurentius (Schifferstadt) von 1933
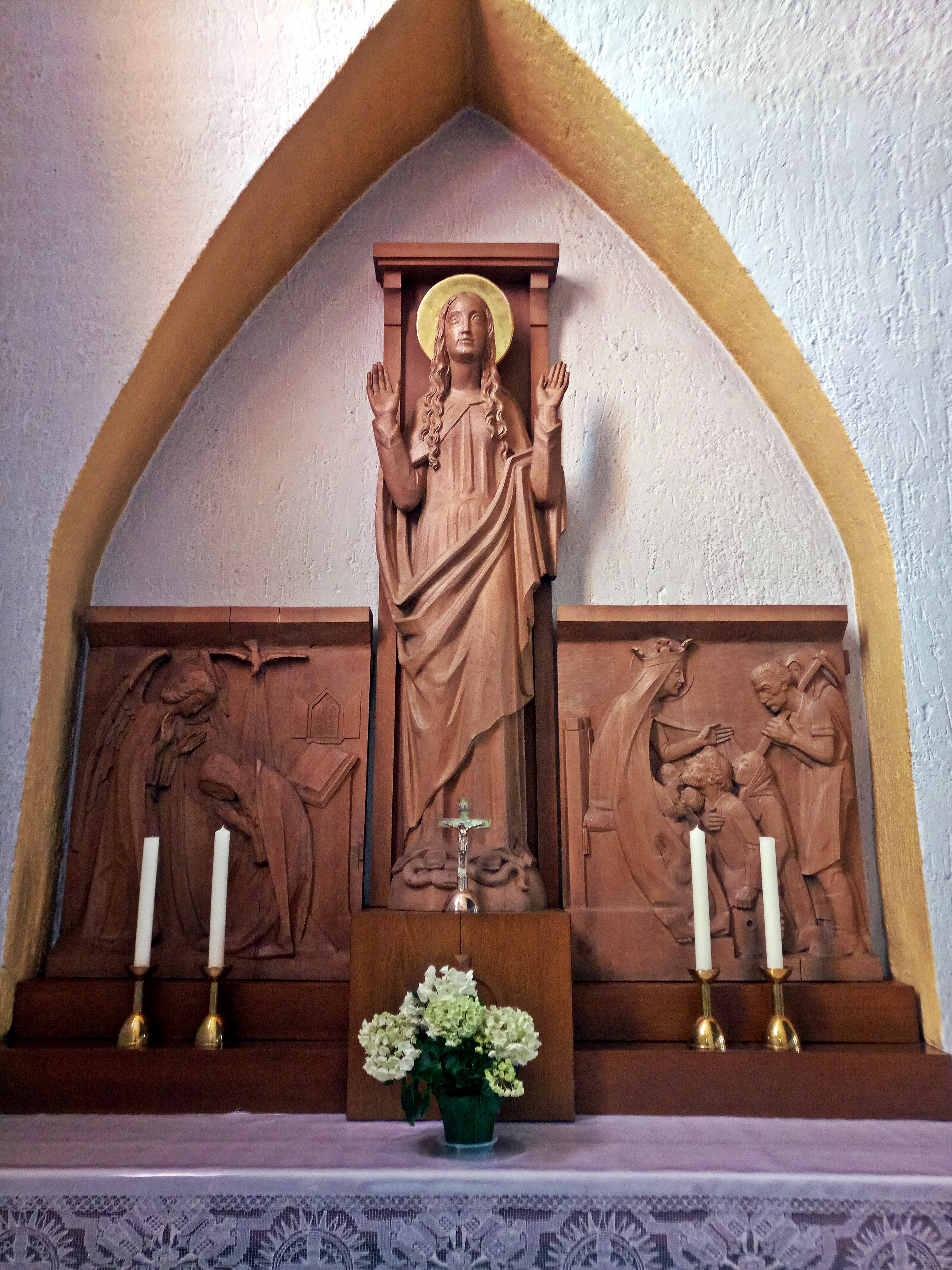
Der Marienaltar in St. Laurentius (Schifferstadt) von 1933
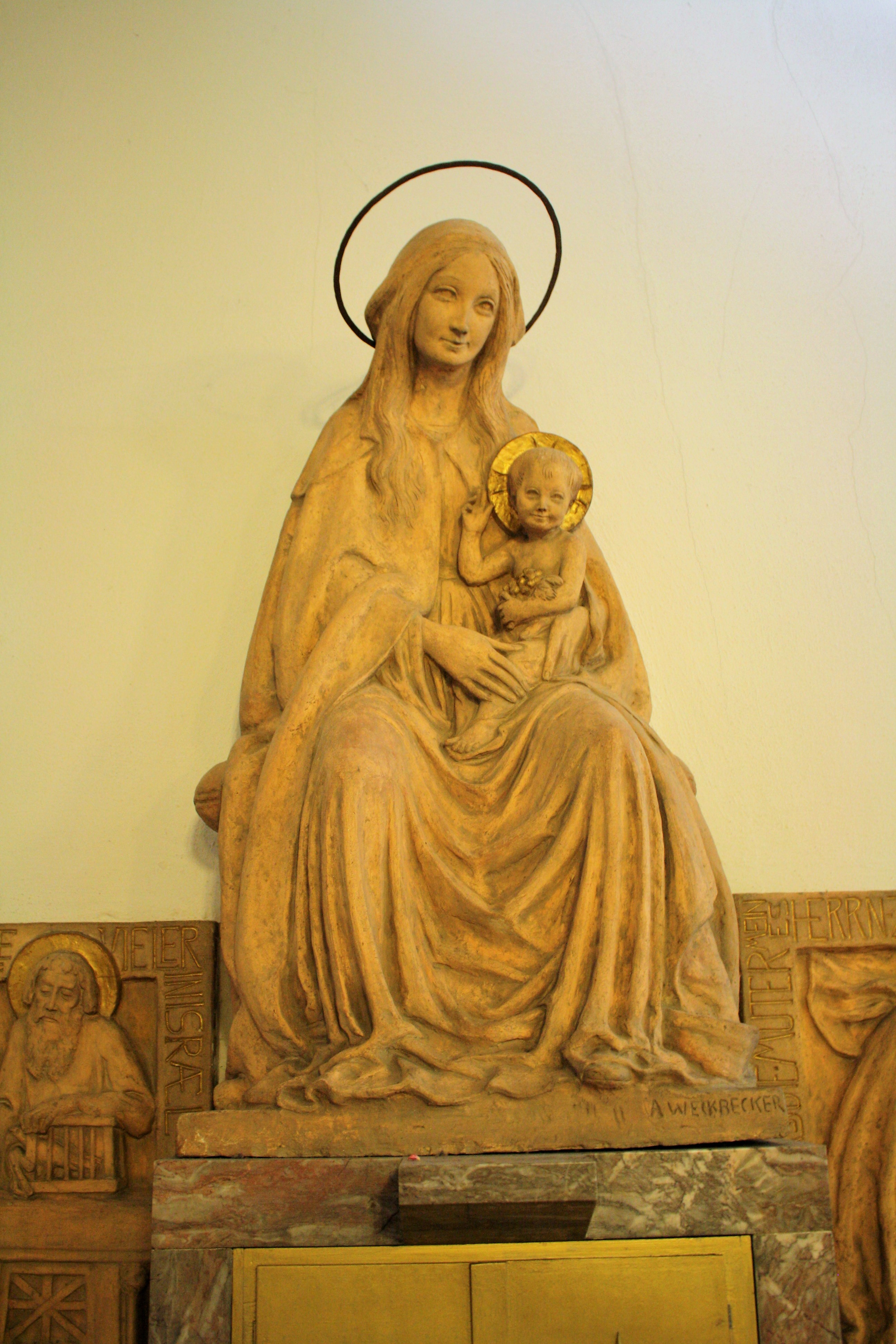
Marienfigur des Marienaltares von St. Hildegard (Eibingen) von 1939
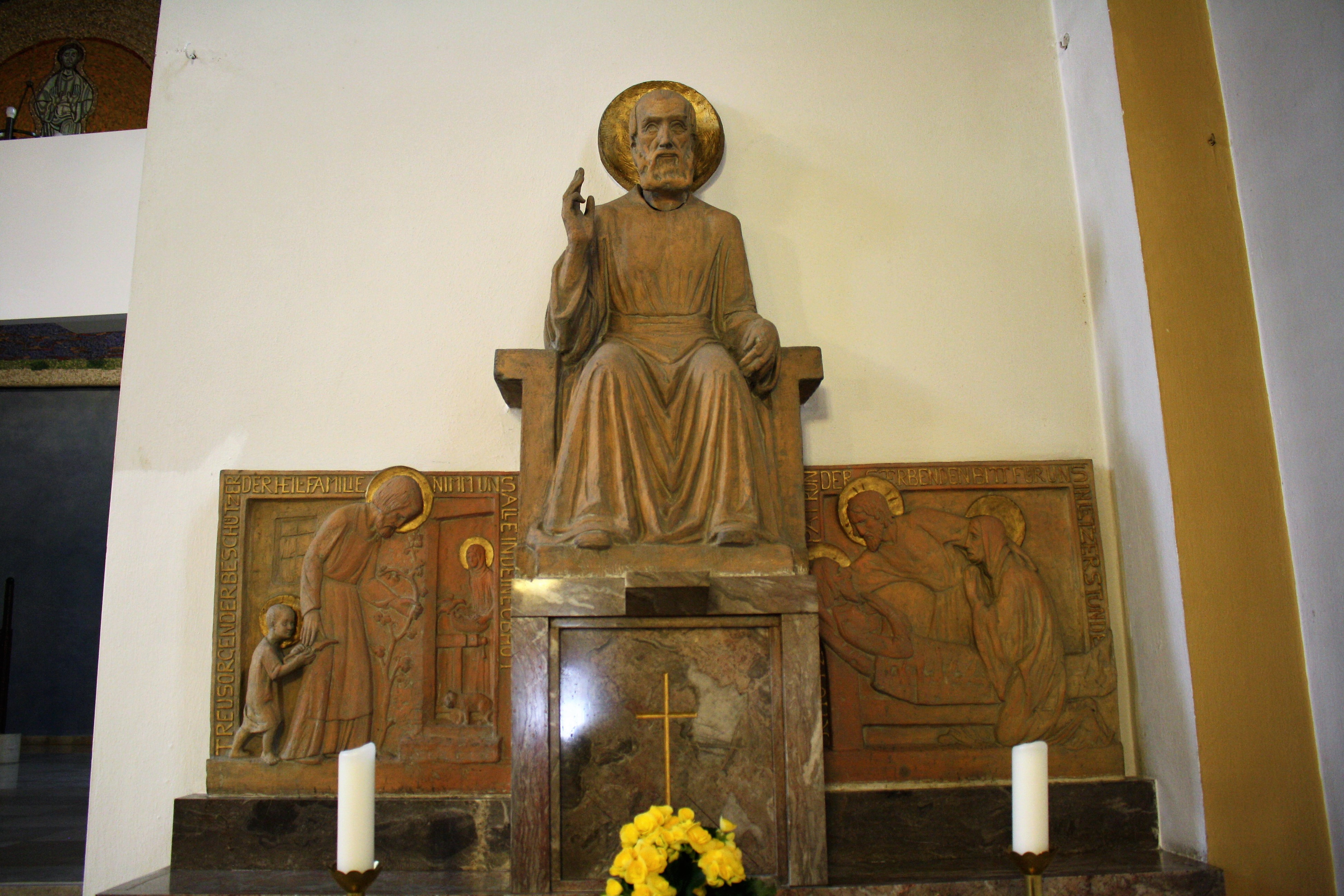
Der Josefsaltar in St. Hildegard (Eibingen) von 1939
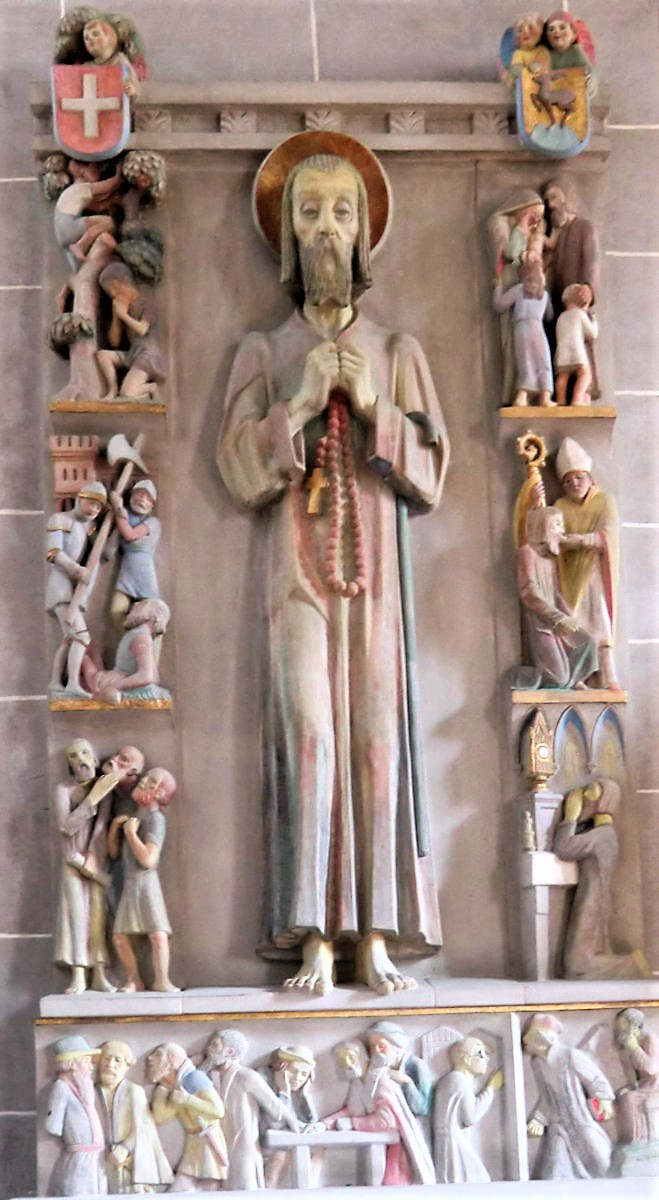
Einer der von A. Weckbecker geschaffenen Altäre in St. Oswald (Zug), aus hellgrauem Sandstein von 1939.
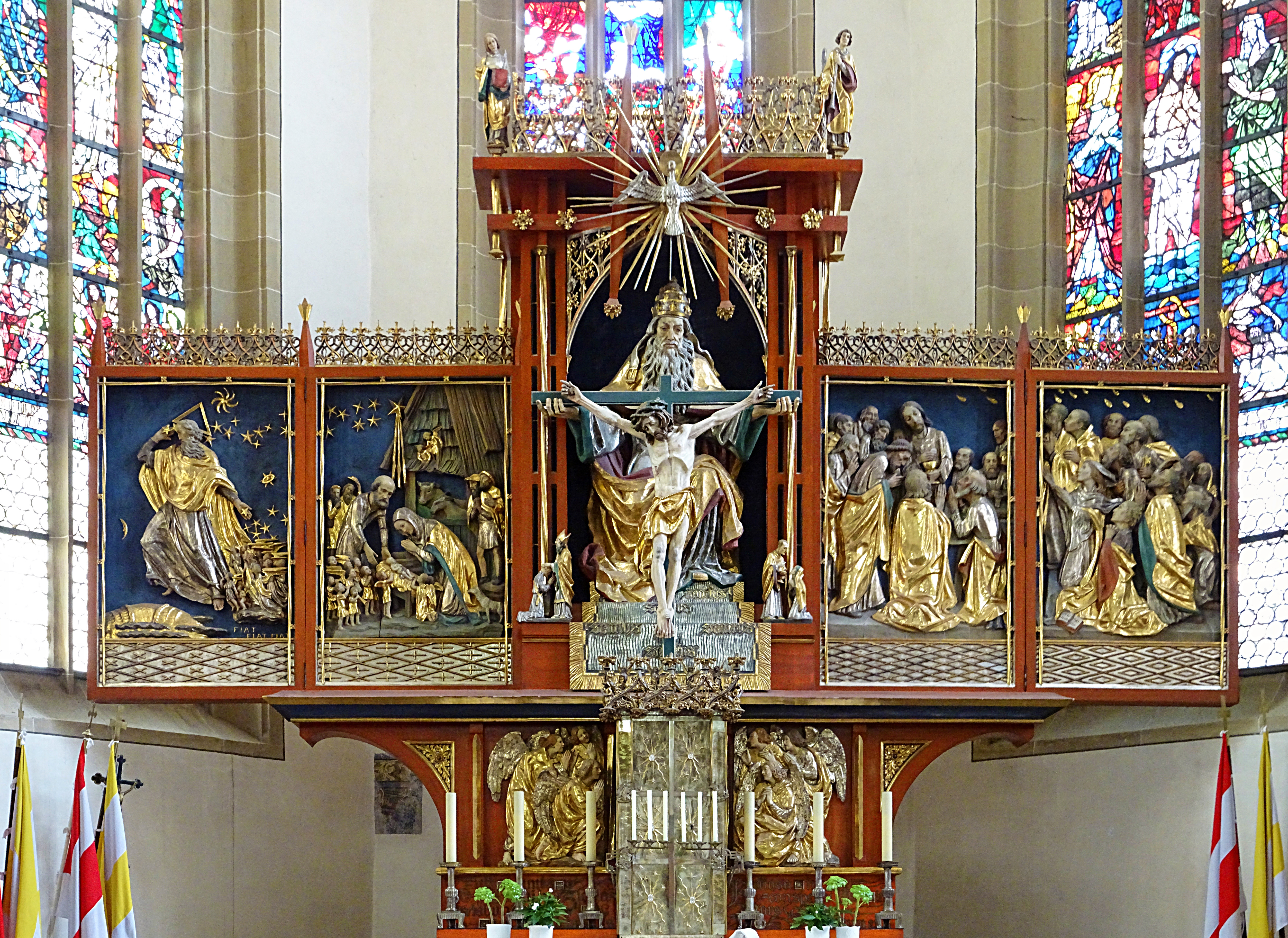
Hochaltar Stadtpfarrkirche Bad Königshofen i.Grabfeld 1935 von Prof. Thomas Buscher  begonnen nach dessen Tod (1937) von A. Weckbecker bis 1939 fertiggestellt.
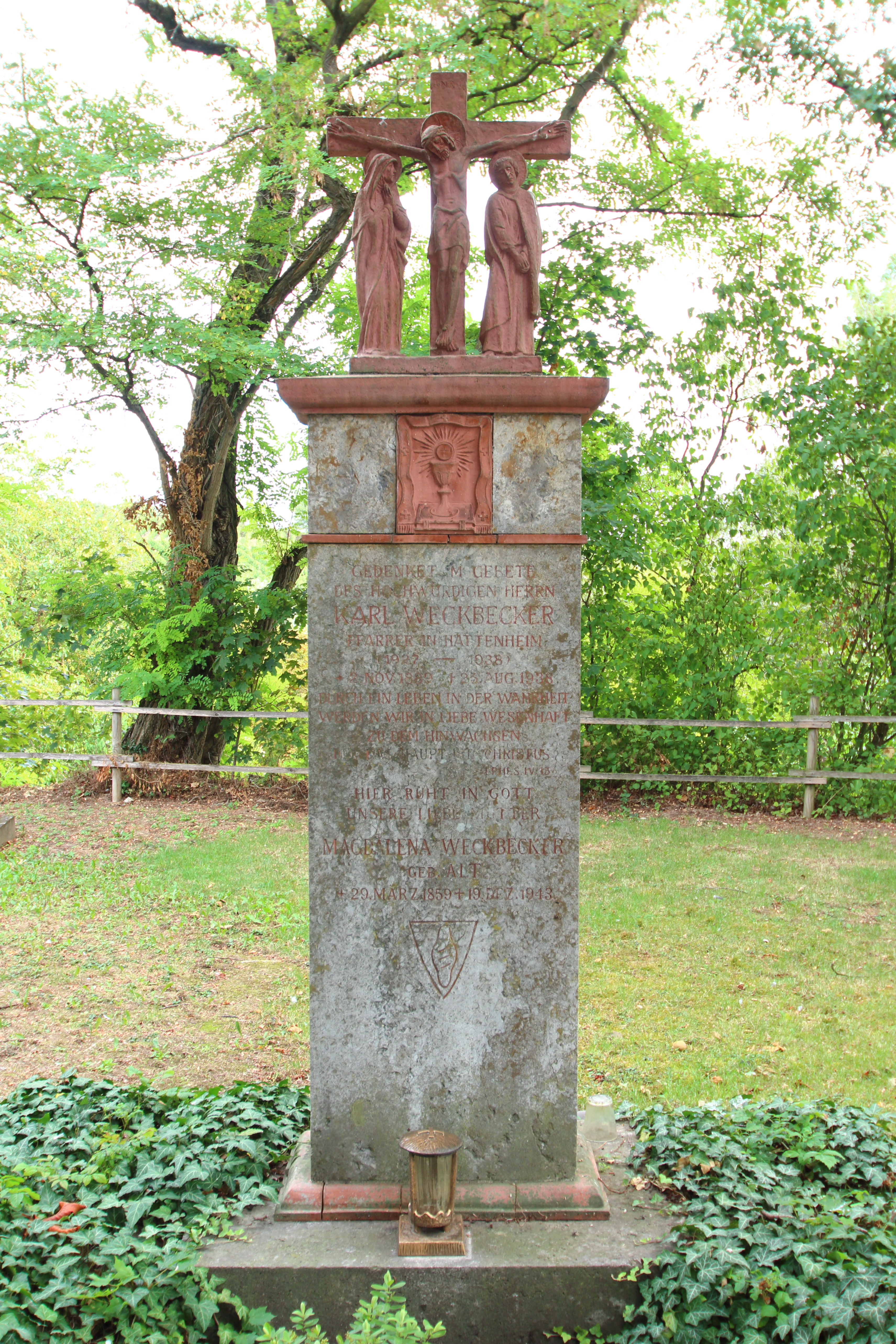
Grabmal für seinen Bruder Karl Weckbecker, Alter Friedhof in Eltville / Hattenheim 1938/39